# Hekimhan (district)
Hekimhan is een Turks district in de provincie Malatya en telt 23.739 inwoners (2007). Het district heeft een oppervlakte van 1898,0 km². Hoofdplaats is Hekimhan.
De bevolkingsontwikkeling van het district is weergegeven in onderstaande tabel.
| 1997   | 2000   | 2007   |
| ------ | ------ | ------ |
| 41.288 | 42.515 | 23.739 |